# Oswald Kaiser
Oswald Kaiser, gelegentlich auch Oswald Keiser (* 16. Oktober 1600 in Zug; † 4. Mai 1686 in Eichstätt), war ein Schweizer Jesuitenpater, Kunstschreiner und Baumeister.

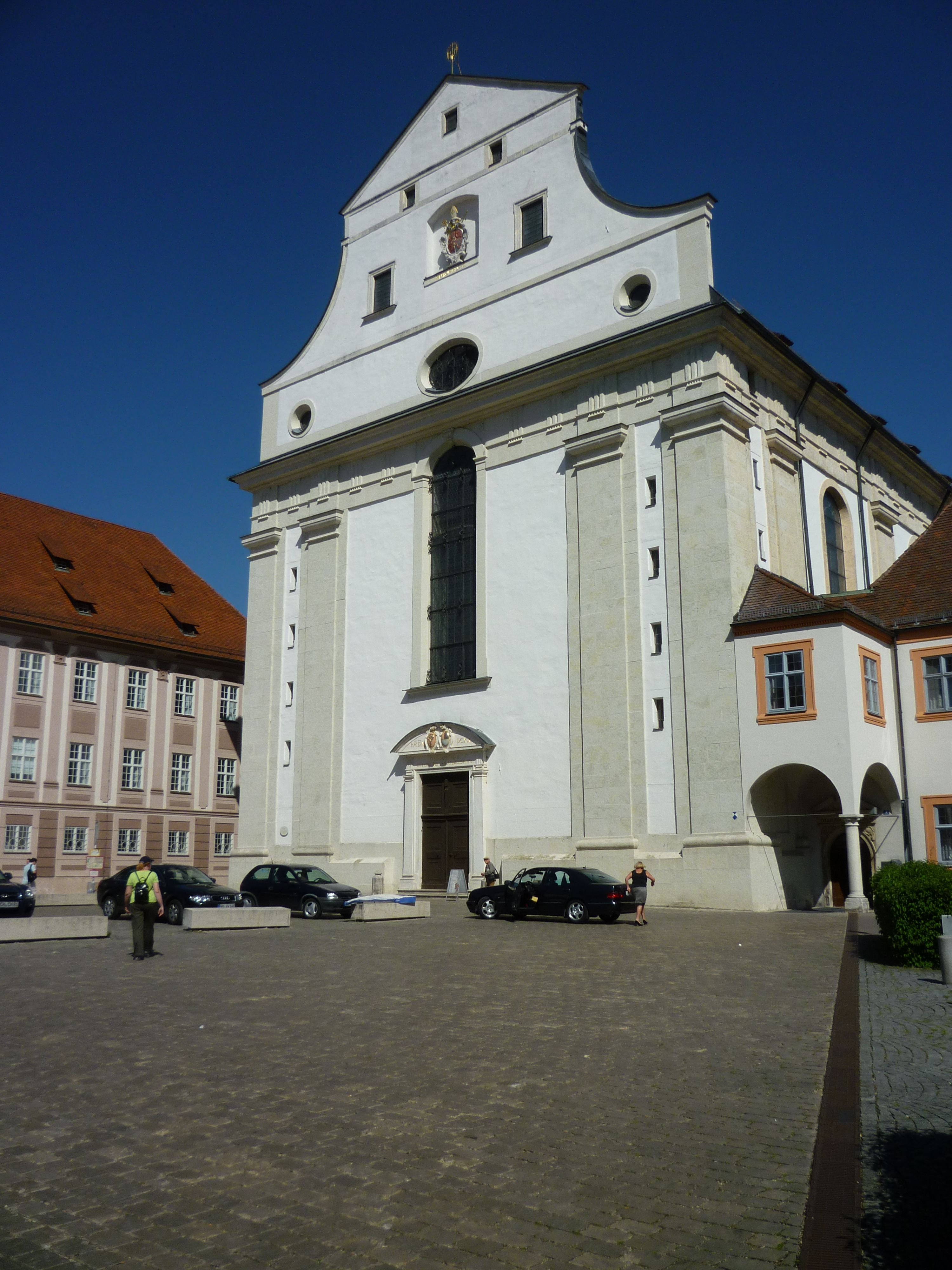
Schutzengelkirche in Eichstätt

## Leben
Nach einer Lehre als Kunstschreiner trat Oswald Kaiser 1623 als Laienbruder in den Jesuitenorden in Landsberg am Lech ein. Nach dem Noviziat war er von 1625 bis 1637 als Kunstschreiner am Jesuitenkolleg Ingolstadt und auch in Amberg tätig. Dort leitete der Jesuitenpater Johann Baptist Cysat den Neubau des Kollegs und der Kirche. Kaiser wurde sein erster Assistent. Als Cysat 1637 als Rektor nach Innsbruck versetzt wurde, folgte ihm Kaiser als Adjunkt und Leiter der Innenausstattung in der neuen Jesuitenkirche.
In den Jahren 1642 bis 1649 war er in den Kollegien Neuburg an der Donau und Regensburg tätig, ab 1649 lebte er in Eichstätt. Hier leitete er bis 1672 den Wiederaufbau des Kollegs und der Kirche der Jesuiten, die seit dem Dreissigjährigen Krieg zerstört waren, und schuf die aufwendigen Holzdecken im Refektorium und im Bischofszimmer des Kollegs.
Kaiser blieb in Eichstätt, wo er 1686 starb.